# Radowo Małe
Radowo Małe (deutsch Klein Raddow) ist ein Dorf im Powiat Łobeski (Labeser Kreis) in der Woiwodschaft Westpommern in Polen. Das Dorf ist der Verwaltungssitz der Gmina Radowo Małe (Gemeinde Klein Raddow).

## Geographische Lage
Das Dorf liegt in Hinterpommern auf der linken Seite der Rega, etwa acht Kilometer südöstlich der Stadt Regenwalde (Resko). An das Straßennetz ist der Ort über die DW 147 angebunden, die von Wierzbięcin (Farbezin) nach Łobez führt. Die nächste Bahnstation ist Łobez an der Bahnstrecke Stargard Szczeciński–Gdańsk.

## Geschichte

Raddow (Reddow) links der Rega und südöstlich der Stadt Regenwalde (Regenwolde) auf der Landkarte des Eilhard Lubinus von 1618 (Ausschnitt)

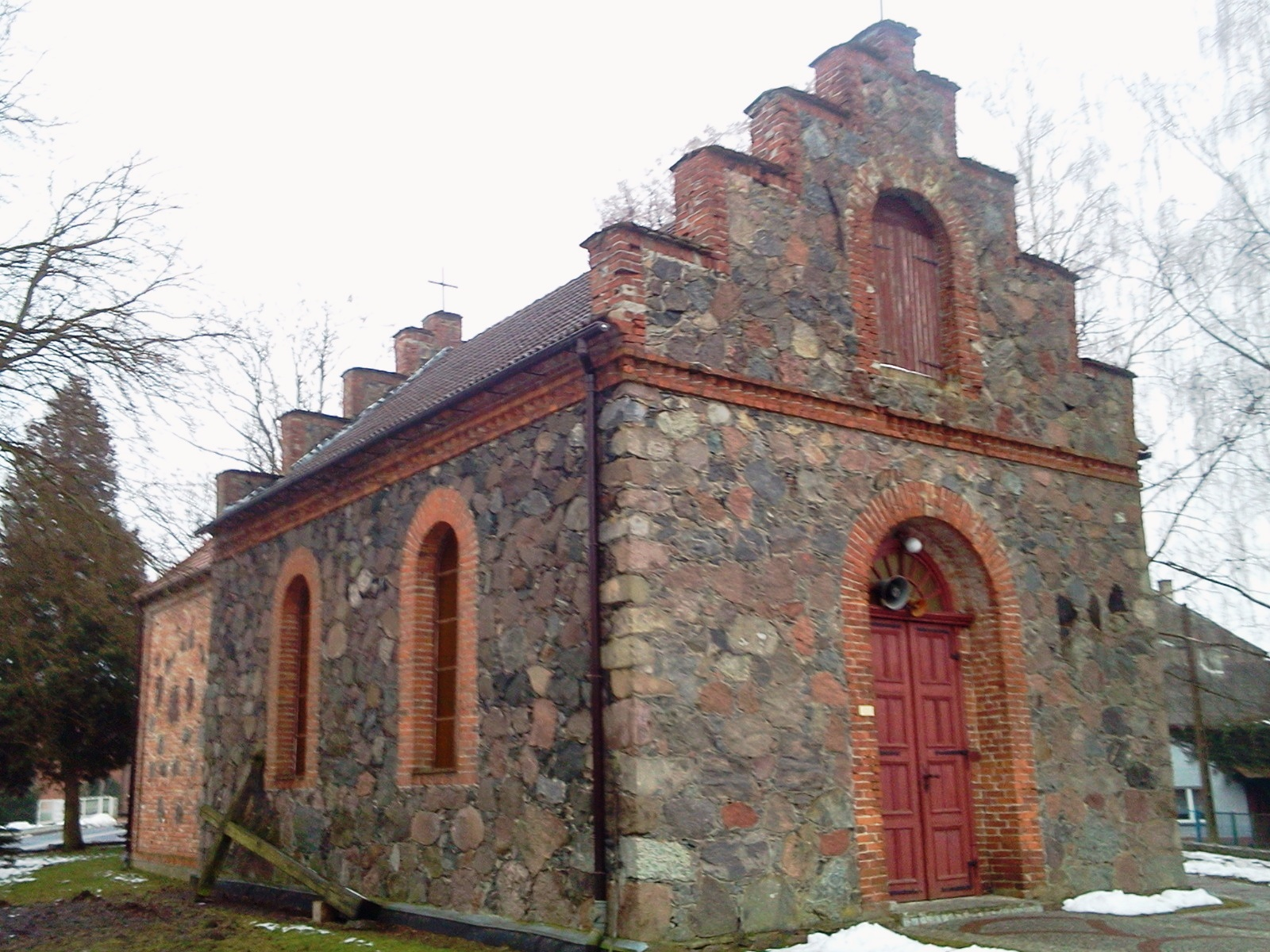
Kirche (bis 1945 evangelisch, Aufnahme 2013)

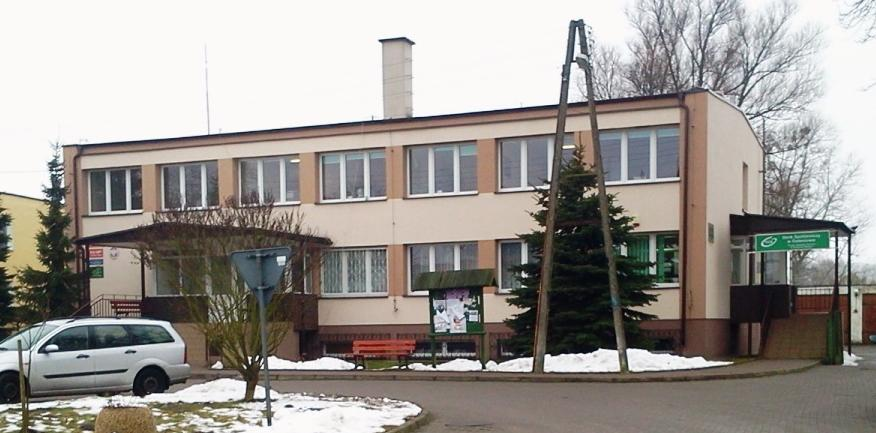
Gemeindeamt (2013)

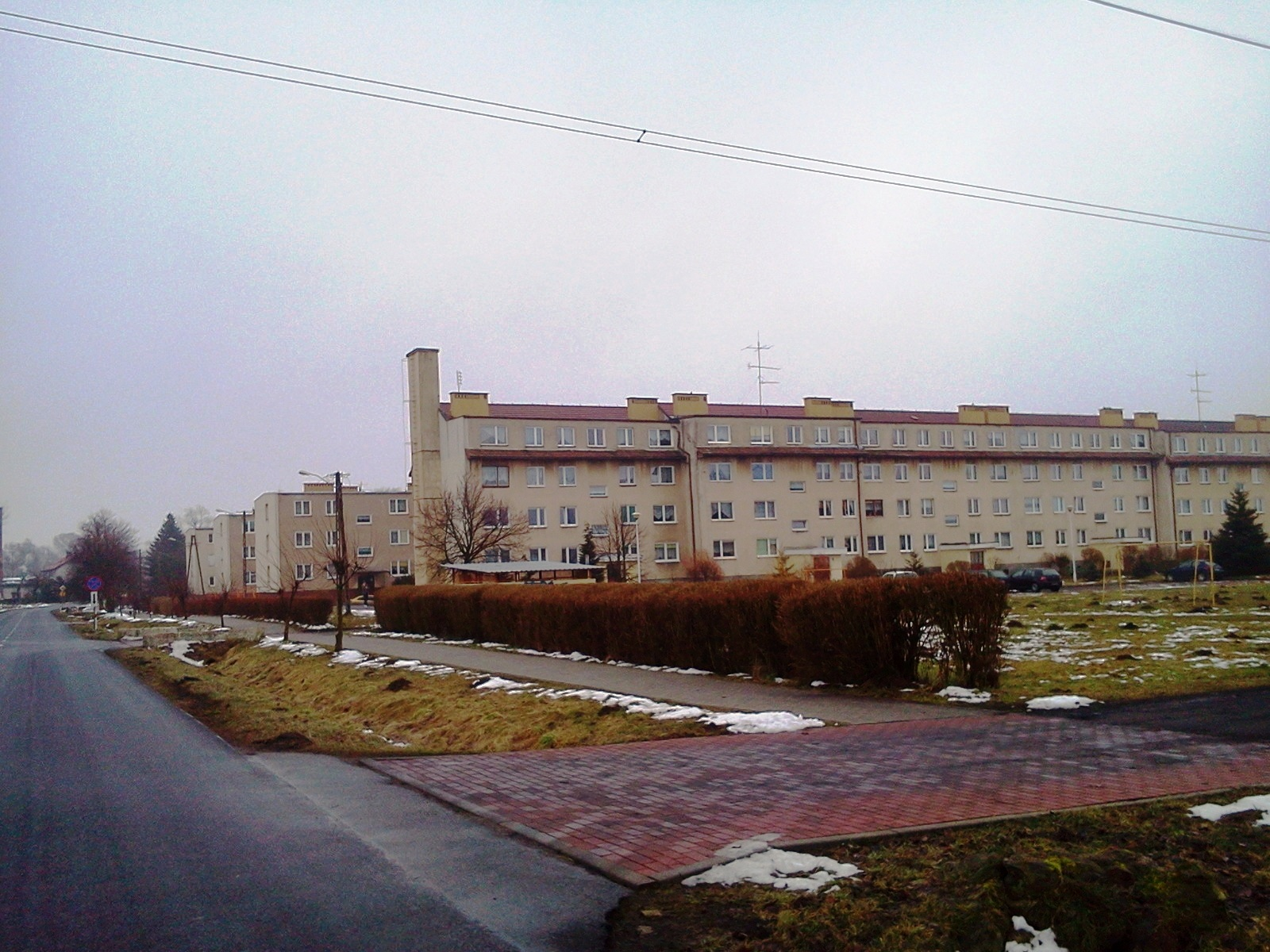
Wohnbebauung (2013)

Klein Raddow war ein Lehen der uradligen pommerschen Familie Borcke. Im Jahre 1747 wurde es allodifiziert. 1753 verkaufte der Hauptmann Carl von Borcke Klein Raddow für 8.000 Taler an Friedrich Fürchtegott von Bonin aus der uradligen pommerschen Familie von Bonin. Friedrich Fürchtegott von Bonin besaß bereits weitere Güter; nach seinem Tod kamen seine Güter 1777 an seinen ältesten überlebenden Sohn aus erster Ehe, den späteren Landschaftsdirektor Otto Friedrich Fürchtegott von Bonin.
In Ludwig Wilhelm Brüggemanns Ausführlicher Beschreibung des gegenwärtigen Zustandes des Königlich-Preußischen Herzogtums Vor- und Hinterpommern (1784) wurde Klein Raddow unter den adeligen Gütern des Borckeschen Kreises aufgeführt. Damals war Klein Raddow ein Allodialgut, das dem Landschaftsdirektor Otto Friedrich Fürchtegott von Bonin gehörte. In Klein Raddow gab es damals ein Vorwerk, also den Gutsbetrieb, neun Bauern und ein Schulhaus, insgesamt 18 Haushaltungen („Feuerstellen“). Die Kirche war eine Filialkirche der Kirche von Groß Raddow.
Im Jahre 1794 wurde Klein Raddow zusammen mit anderen Gütern von Otto Friedrich Fürchtegott von Bonin verkauft. Um 1800 gehörte Klein Raddow dem Kammerherrn Ludwig Friedrich Christoph August von Borcke auf Wangerin. Als dieser aus finanziellen Gründen seine Güter verkaufen musste, kam Klein Raddow an einen Käufer, der das Gut parzellierte.
Um 1870 gab es in Klein Raddow in Folge der Parzellierung des Gutes 54 Grundbesitzer.
Bis 1945 bildete Klein Raddow eine Landgemeinde im Landkreis Regenwalde der preußischen Provinz Pommern. In der Gemeinde wurde auch der Wohnplatz Kolonie Klein Raddow geführt.
Gegen Ende des Zweiten Weltkriegs besetzte im Frühjahr 1945 die Rote Armee die Region. Wenig später wurde Klein Raddow, wie ganz Hinterpommern, unter polnische Verwaltung gestellt. In der Folgezeit wurden die eingesessenen Dorfbewohner vertrieben und durch Polen ersetzt. Klein Raddow erhielt den polnischen Ortsnamen „Radowo Małe“.
Der Ort ist heute Verwaltungssitz der gleichnamigen Landgemeinde Gmina Radowo Małe. Der Ort bildet ein eigenes Schulzenamt, zu dem auch die Wohnplätze Borkowo Małe (Klein Borckenhagen) und Radowo Małe Kolonia (Kolonie Klein Raddow) gehören.

## Einwohnerzahlen
- 1925: 345, alle Evangelisch[4]
- 1933: 347[6]
- 1939: 331[6]

## Kirche
Bis 1945 lebte in Klein Raddow eine überwiegend evangelische Bevölkerung. Die Dorfkirche war – wie auch die Dorfkirche in Zachow – Filialkirche zur Pfarrkirche in Groß Raddow und gehörte zum Kirchenkreis Regenwalde in der Kirchenprovinz Pommern der Kirche der Altpreußischen Union. Die Kirchengemeinde Klein Raddow zählte im Jahre 1940 381 Gemeindeglieder, von 1203 im gesamten Kirchspiel. Letzter deutscher Geistlicher war Pfarrer Rudolf Hensel.
Seit 1945 sind die Einwohner von Radowo Małe überwiegend römisch-katholischer Konfession. Heute ist hier das Pfarramt angesiedelt, das zum Bereich des Dekanats Resko im Erzbistum Stettin-Cammin der Katholischen Kirche in Polen gehört.
Die hier lebenden evangelischen Kirchenglieder werden vom Pfarramt Stettin (St. Trinitatiskirche (Stettin-Lastadie), vor 1945 Gertrudenkirche) in der Diözese Breslau der Evangelisch-Augsburgischen Kirche in Polen betreut.

## Söhne und Töchter des Ortes
- Willy Jandrey (1877–1945), deutscher Landwirt und Politiker (DNVP, NSDAP)
- Władysław Stecyk (* 1951), polnischer Ringer, Teilnehmer der Olympischen Spiele 1980